# DVI
數位視訊介面（英語：DVI, Digital Visual Interface），是一種視訊介面標準，設計的目的是用來傳輸未經壓縮的數位化影像。目前廣泛應用於LCD、數位投影機等顯示設備上。此標準由顯示業界數家領導廠商所組成的論壇：數位顯示工作小組(DDWG, Digital Display Working Group)制訂。DVI介面可以傳送未壓縮的數位視訊資料到顯示裝置。本規格部分相容於HDMI標準。

## 概要
DVI介面的協定會使得像素的亮度與色彩訊號從訊號來源（如顯示卡）以二進位方式傳送到顯示裝置。當顯示裝置以其原生解析度被驅動時，僅需讀取DVI傳來的每個像素的數值資料並且套用到正確的位置即可。相對於類比方式傳送的像素資料會受到鄰接像素資料以及電磁雜訊以及其他的類比失真影響，在此方法中，輸出端暫存器中的每個像素都直接對應顯示端的每個像素。使得畫面品質有基本的保障。
在此之前以類比方式傳送視訊資料的標準，如VGA是為了以映像管（陰極射線管）為基礎的顯示裝置而設計，傳送的單位是水平掃瞄線，因此並未使用數位化的離散訊號。類比傳送的視訊訊號是以變更輸出電壓來控制掃瞄中的電子流束的密度，並藉此來表現亮度以及彩度。
然而當LCD等數位化的顯示裝置開始實用化之後，以類比方式傳送訊號至數位顯示裝置時，該裝置必須以特定頻率將掃瞄線訊號取樣再轉換回數位格式。若取樣出現誤差就會使得畫面品質劣化，但DVI實際畫面在19吋以下與D-SUB輸出畫質並無明顯差異。且當訊號來源為電腦時，顯示卡將數位的畫面訊號轉換為類比輸出，再被LCD顯示器轉換回數位畫面的流程顯然是多餘的。因此DVI也隨著LCD顯示器成為主流而被廣泛使用。

## 技術導論
DVI的資料格式來自於半導體廠商Silicon Image公司所發展、最早應用於筆記型電腦的PanelLink技術，並使用了最小化轉移差動訊號（TMDS, Transition Minimized Differential Signaling）技術來確保高速串列資料傳送的穩定性。一個「單鏈結」DVI通道包括了四條雙絞纜線（紅，綠，藍，時脈訊號），每個像素資料量為24位元。訊號的時序與VGA極為類似。畫面是以逐行的方式被傳送，並在每一行與每禎畫面傳送完畢後加入一個特定的空白時間（類似類比掃瞄線），並沒有將資料封包化，也不會只更新前後畫面改變的部分。每張畫面在該更新時都會被完整的重新傳送。
單链結DVI最大可傳送的解析度為2.6百萬像素，每秒鐘更新60次。新版的DVI規格中提供一組額外的DVI链結通道，當兩組链結一起使用時可以提供額外的傳送頻寬，稱為「雙鏈結」運作模式。DVI規格中規定以165MHz的頻寬為界，當顯示模式需求低於此頻寬時應只使用單链結運作，以上則應自動切換為雙链結。另外第二組鏈結也可作為傳送超過24位元的像素色彩資料使用。
另外，DVI接頭內也如同VGA介面一樣備有DDC-2協定的腳位以便顯示卡能讀取螢幕的延伸顯示能力識別（EDID, Extended display identification data）資料，藉以幫助顯示卡決定其可能的輸出解析度。

## 接頭形式

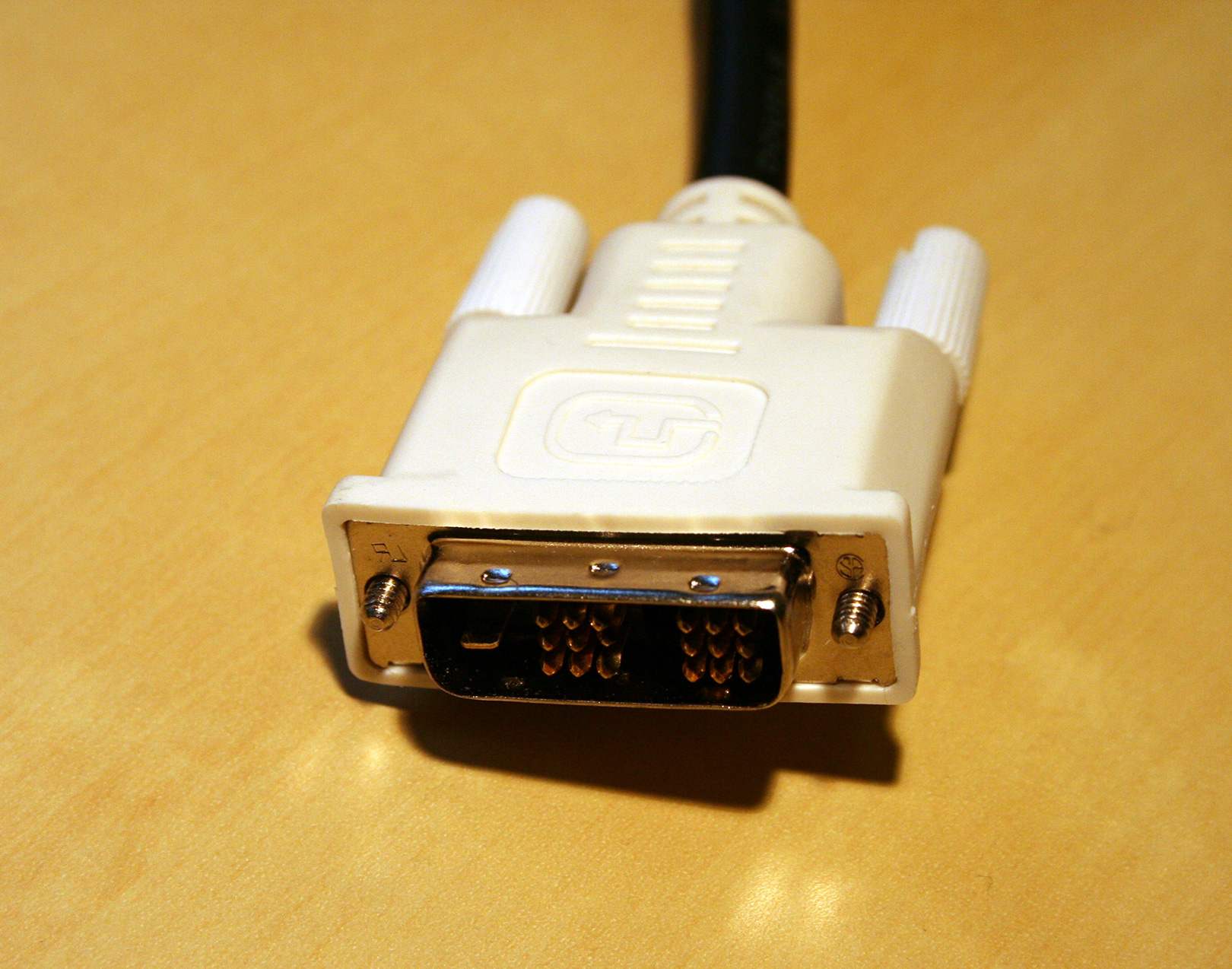
陽極DVI-D(Single Link)接頭

DVI 接頭腳位（横切面）

DVI接頭除包含DVI標準所規定的數位訊號腳位之外也可包含傳統類比訊號(VGA)的腳位，此設計是為了維持DVI的通用性以便不同形式的螢幕可以共用同一種連接線。隨著實作功能的不同，DVI接頭被分成三種類型：
- DVI-D（Digital數位訊號；single link或dual link）
- DVI-A（Analog類比訊號）
- DVI-I（Integrated混合式；數位及類比訊號皆可；single link或dual link）

此外，有時作出第二組DVI鏈路的接頭被稱為DVI-DL(dual link)，以強調傳輸能力。
某些較新型的DVD播放機，電視機（包括HDTV）以及投影機採用了所謂"DVI/HDCP"接頭，這種接頭在外型上完全與DVI相同，但是其傳送的資料有經過HDCP協定所加密以防止非法複製。現今裝有DVI接口顯示卡的電腦經常可利用前述顯示裝置作為大型螢幕之用，但由於2007年之前產製的顯示卡大多不支援HDCP，所以可能會受到版權保護技術的限制而無法以最高解析度播放受到HDCP保護的視訊內容。
此外，DVI-D的類比腳位故意設計得比DVI-I的同樣腳位短，以防止使用者將DVI-I公頭誤插入DVI-D的母座。

## 規格

### 數位訊號
- 最小時脈頻率：25.175 MHz（640x480@60Hz），當T.M.D.S. Clock小於22.5 MHz時，DVI Link被識別為inactive狀態；
- 單鏈模式最大時脈頻率：165 MHz（3.7 Gbit/s）
- 雙鏈模式最大時脈頻率：330 MHz（Primary link：165MHz + Secondary link：165MHz）
- 每一時脈可傳送像素數：1 pixel or 2 pixels（雙鏈模式）；1 pixel（單鏈模式）
- 單一像素資料長度：24位元/30位元/36位元/48位元
- 單鏈模式解析度範例（single link）：
  - HDTV（1920×1080）@ 60 Hz with 5% LCD blanking（131 MHz）
  - UXGA（1600×1200）@ 60 Hz with GTF blanking（161 MHz）
  - WUXGA（1920×1200）@ 60 Hz（154 MHz）
  - SXGA（1280×1024）@ 85 Hz with GTF blanking（159 MHz）
- 雙鏈模式解析度範例（dual link）：
  - QXGA（2048×1536）@ 75 Hz with GTF blanking（2×170 MHz）
  - HDTV（1920×1080）@ 85 Hz with GTF blanking（2×126 MHz）
  - WQXGA（2560×1600）@ 60 Hz with GTF blanking (2x174 MHz)（30" LCD Dell, Apple, Samsung）
  - WQUXGA（3840×2400）@ 33 Hz with GTF blanking (2x159 MHz)

GTF（Generalized Timing Formula）是一種VESA標準

### 類比訊號
- RGB頻寬：400 MHz at -3 dB

## 轉接頭
DVI可使用便宜的被動式轉接頭轉成VGA或HDMI。被動式轉接頭是指，該轉接頭只是一組「被動的」電路，沒有「主動的」晶片進行運算。若要把DisplayPort轉成VGA就需要主動式轉接頭。
VGA轉接頭只可在DVI-I或DVI-A上使用，不能用在DVI-D，也無法插入DVI-D。要注意，一些顯示卡提供兩個DVI-I外型的輸出端子，實際上內部線路只是一組DVI-I和一組DVI-D，VGA轉接頭必須插在真正的DVI-I上才能使用。AMD在2013年末推出的Radeon R9 290系列開始，移除了模擬訊號輸出功能，兩個DVI都是DVI-D。用家要連接採用VGA端子的顯示屏，必須購買主動式轉接頭，除非顯示屏是使用多端子接頭（例如VGA , DVI-D和HDMI），顯示屏裡面有內建轉換電路，可以切換輸入訊號的種類，才可以使用DVI-D轉VGA轉接頭（以顯示屏包裝內附上的轉接頭為準，如果沒有附的話，表示不能使用這種轉接頭），但實際上接頭端仍然是數位輸入。
HDMI轉接頭只可在DVI-I或DVI-D上使用，不能用在DVI-A，也無法插入DVI-A。一般而言，使用轉接頭轉出來的HDMI是沒有音頻功能的，因為DVI本身只是影像端子。ATi Radeon HD 3000顯示卡上的DVI可轉出帶有音頻的HDMI，原理是使用dual link中未被使用的針腳提供音頻功能，但必須使用原廠印有ATi字樣的轉接頭。很多年前HDMI還未普及，所有顯示卡都沒有HDMI，現在大多顯示卡都已經直接提供HDMI輸出，不再需要HDMI轉接頭。

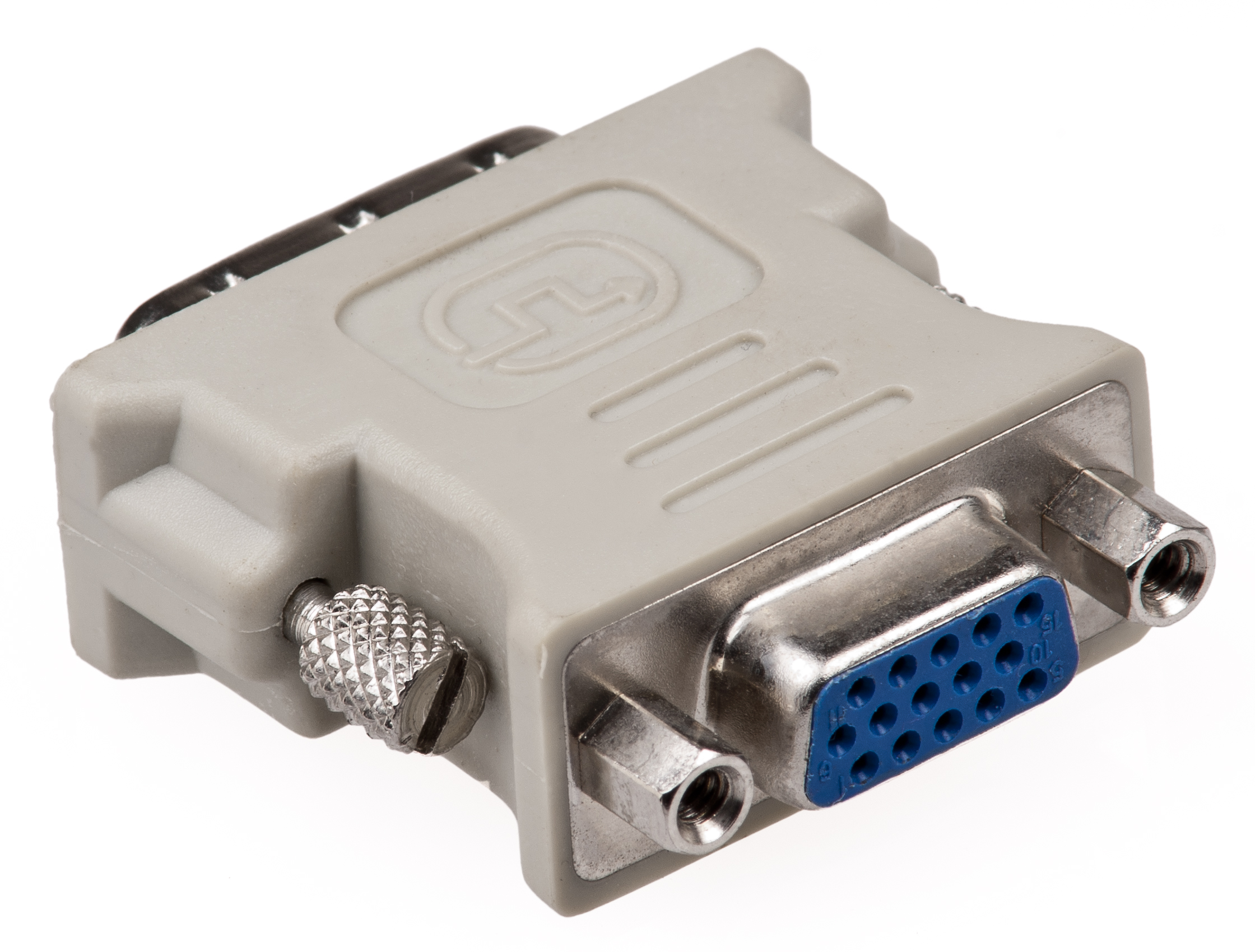
VGA轉接頭
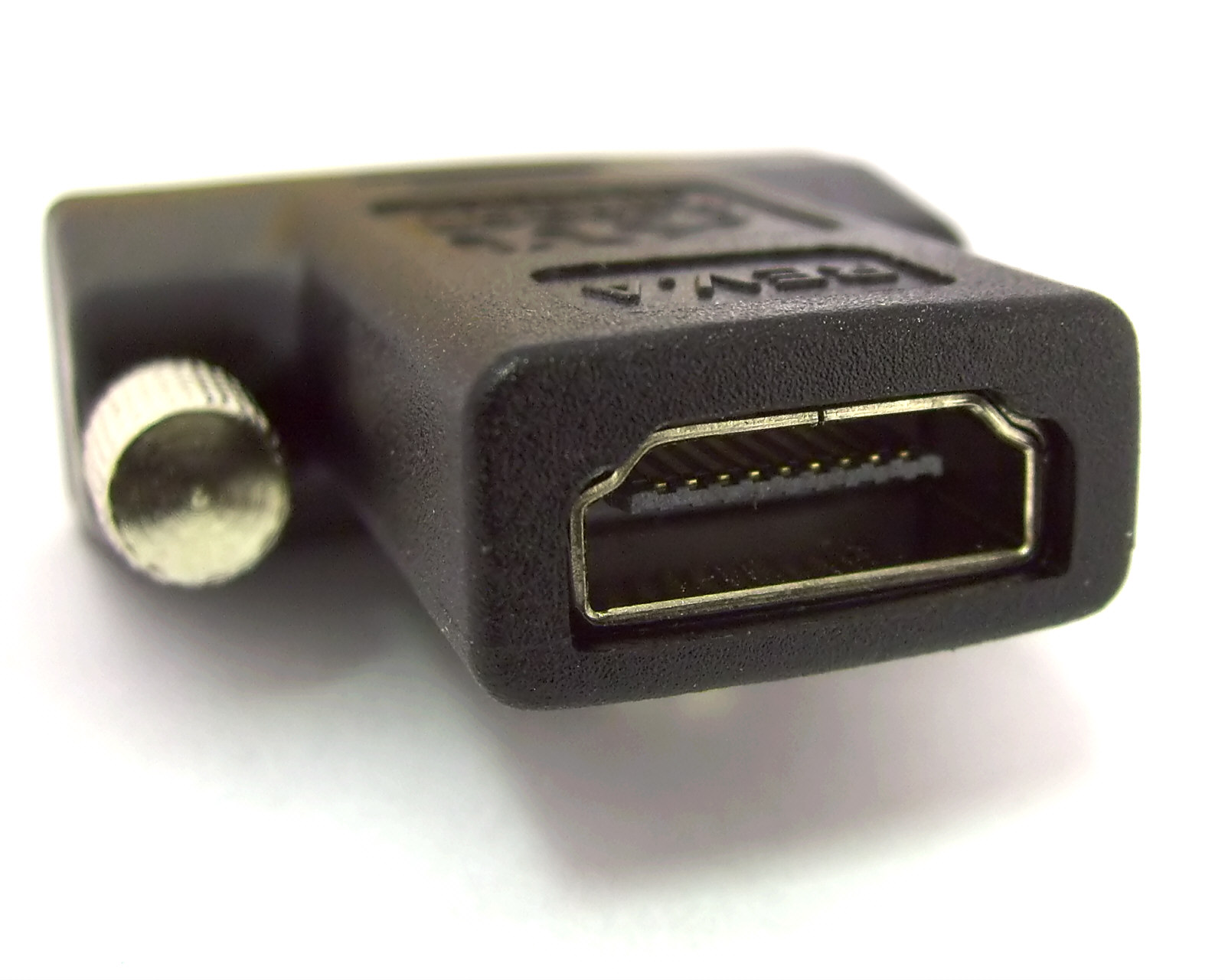
HDMI轉接頭

## 外部連結
- The DVI specification at the Digital Display Working Group（页面存档备份，存于）